# Manuel Benítez «El Cordobés»
Manuel Benítez Pérez, conegut com El Cordobés (Palma del Río, Còrdova, 4 de maig de 1936), és un torero espanyol.
D'origen humil, va aconseguir convertir-se en un dels més famosos representants de la tauromàquia internacional i és considerat un de les icones de la dècada de 1960. Poc ortodox, va exaltar sempre en el seu estil la immobilitat davant el toro i com a matador va causar sempre emoció i controvèrsia. El 29 d'octubre de 2002 va ser proclamat cinquè Califa del Toreig per l'ajuntament de Còrdova, títol compartit amb Rafael Molina Lagartijo, Rafael Guerra Guerrita, Rafael González Machaquito i Manolete.

## Carrera en els cossos

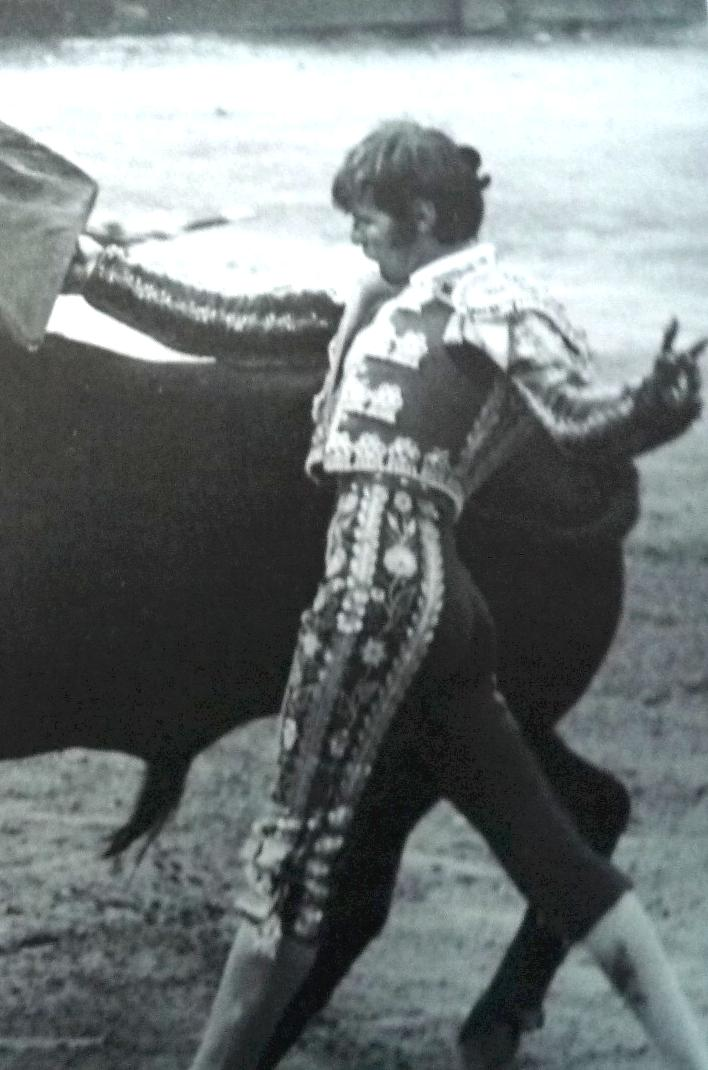
El Cordobés amb toro.

El diumenge 28 d'abril de 1957 es va llançar al rodo com a espontani en una correguda que se celebrava en la plaça de toros de las Ventas. Va ser en el cinquè de la tarda, va rebre una gran pallissa del toro i a continuació va ser arrestat.
Va vestir per primera vegada de llums el 15 d'agost de 1959 en Talavera de la Reina (Toledo). El 27 d'agost de 1960 va debutar a Palma del Río amb cavalls i ramaderia de Juan Pedro Domecq y Díez, tallant quatre orelles i una cua.
Va torejar dues-centes tres corregudes com novillero des de 1960 a 1963 abans de prendre l'alternativa aquest últim any, el 25 de maig, a Còrdova, sent el seu padrí el destre Antonio Bienvenida i sortint a coll aquesta mateixa tarda en obtenir dues orelles en el festeig. Va mantenir una gran rivalitat amb Miguelín.
Va ser líder de l'estadística els anys 1965, 1967, 1970, 1971 retirant-se dels ruedos aquest any fins al seu retorn el 1979, bregant pocs festejos fins al 14 de setembre de 1981 quan resulta mort un espontani durant una correguda celebrada en la plaça de toros d'Albacete en la qual compartia cartell amb Rafael de Paula i Sebastián Palomo Linares i decideix el seu retir definitiu.
Reapareix en 2000 i després de sol dues corregudes torna a anunciar el seu retir degut, segons les seves paraules al fet que "amb el toro actual no es pot, senzillament no camina...", malgrat això torna als ruedos en diverses corregudes i festivals.

## Vida privada
Va contreure matrimoni amb María Martina Fraysse Urruty (Biarritz, 1945), en l'ermita de Nuestra Señora de Belén de Palma del Río, l'11 d'octubre de 1975. Manuel i Martina han tingut cinc fills: María Isabel, Manuel María, Rafael, Martina i Julio. En 2016 van posar fi al seu matrimoni.
L'Audiència Provincial de Còrdova ha ratificat l'existència de dos fills il·legítims. Al maig de 2000 va reconèixer a María Ángeles Benítez Raigón i al maig de 2016 a Manuel Díaz González.

## Diverses dades
Té diverses cançons que l'homenatgen, com Manuel Benitez El Cordobés interpretada per la presentadora, cantant i actriu Carmen Sevilla i cantada en diverses llengües per la consagrada cantant francesa Dalida, i Cordobés del grup mexicà Los Tepetatles. Una altra famosa cançó que canta al Cordobés, és la cançó del cantaor, Juanito el "Mejorano", "Retírate Cordobés".
El 1967 se li concedeix la medalla d'or al Mèrit Turístic en Espanya.
Al desembre de 2015, els Reis Felip VI i Letizia, li van lliurar la Medalla d'Or al Mèrit en les Belles Arts.
Va participar com a actor en les pel·lícules Aprendiendo a morir (1962), Chantaje a un torero (1963) i Europe Here We Come! (1971). Per la seva intervenció en la primera va rebre el Premi Antonio Barbero a l'actor revelació en la edició de 1962 de les medalles del Cercle d'Escriptors Cinematogràfics.
Té carrers en el seu nom en nombroses ciutats, sent potser una de les més curioses l'avinguda en el seu honor que té a Sunrise Manor en l'àrea metropolitana de Las Vegas, Estats Units, al costat del carrer Palma del Río, en honor també al poble que el va veure néixer.
En 2017, Manuel Benítez Pérez és implicat en el cas dels anomenats Paradise Papers (evasió fiscal).